# Darja Bilogyid
Darja Bilogyid (Даря Білодід; Kijev, 2000. október 10. –) olimpiai bronzérmes, világ- és Európa-bajnok ukrán cselgáncsozó.

## Sportpályafutása
Darja Bilogyid 2000. október 10-én született Kijevben. Édesapja Hennagyij Bilogyid Európa-bajnok cselgáncsozó, aki edzője is lett. A felnőttek között az első érmét a 2017-es Európai Judo Openen nyerte Prágában.
2017. április 20-án a varsói Európa-bajnokságon aranyérmet szerzett a 48 kilogrammosok mezőnyében. 2018. február 24-én Düsseldorfban Csernoviczki Évát legyőzve nyert Világkupát.
A 2018-as, Bakuban rendezett világbajnokságon aranyérmet szerzett, ezzel ő lett a sportág történetének legfiatalabb világbajnoka. Bilogyid a döntőben a japán Tonaki Funát győzte le egy ippon értékű akcióval.
A 2019-es minszki Európa-bajnokságon és a tokiói világbajnokságon egyaránt aranyérmes lett 48 kilogrammban. Utóbbi döntőjében újból Tonaki Funát győzte le.
A 2021 nyarán megrendezett tokiói olimpián a bronzmérkőzésen az izraeli Shira Rishonyt legyőzve szerezte meg a 3. helyet. Ez volt Ukrajna első női olimpiai érme cselgáncsban.